# ابر صورتی
ابر صورتی (به انگلیسی: The Pink Cloud) یک فیلم برزیلی علمی-تخیلی و مهیج به کارگرانی و نویسندگی یولی گرباس است که در سال ۲۰۲۱ منتشر شد. فضای داستان این فیلم به بیماری همه‌گیر کووید-۱۹ تشبیه شده‌است، هر چند در سال های ۲۰۱۷ و ۲۰۱۹ (پیش از همه‌گیری بیماری کووید-۱۹) نوشته و کارگردانی شده‌است. در این فیلم رناتا دی لیس، ادواردو مندونسا، کایا رودریگز، هلنا بکر و گیرلی پیس به ایفای نقش پرداخته‌اند.
اولین نمایش این فیلم در جشنواره فیلم ساندنس و در تاریخ ۲۹ ژانویه ۲۰۲۱ بوده‌است.